# Maison du 26 rue Arcisse-de-Caumont à Caen
La maison du 26 rue Arcisse-de-Caumont est un édifice situé à Caen, dans le département français du Calvados, en France. Elle est inscrite au titre des Monuments historiques.

## Localisation
Le monument est situé au no 26 de la rue Arcisse de Caumont, dans le centre-ville ancien de Caen.

## Historique
La construction de l'édifice est datée du XVIe siècle.
La façade et la cage d'escalier sur cour sont inscrits au titre des Monuments historiques depuis le 25 juin 1929.

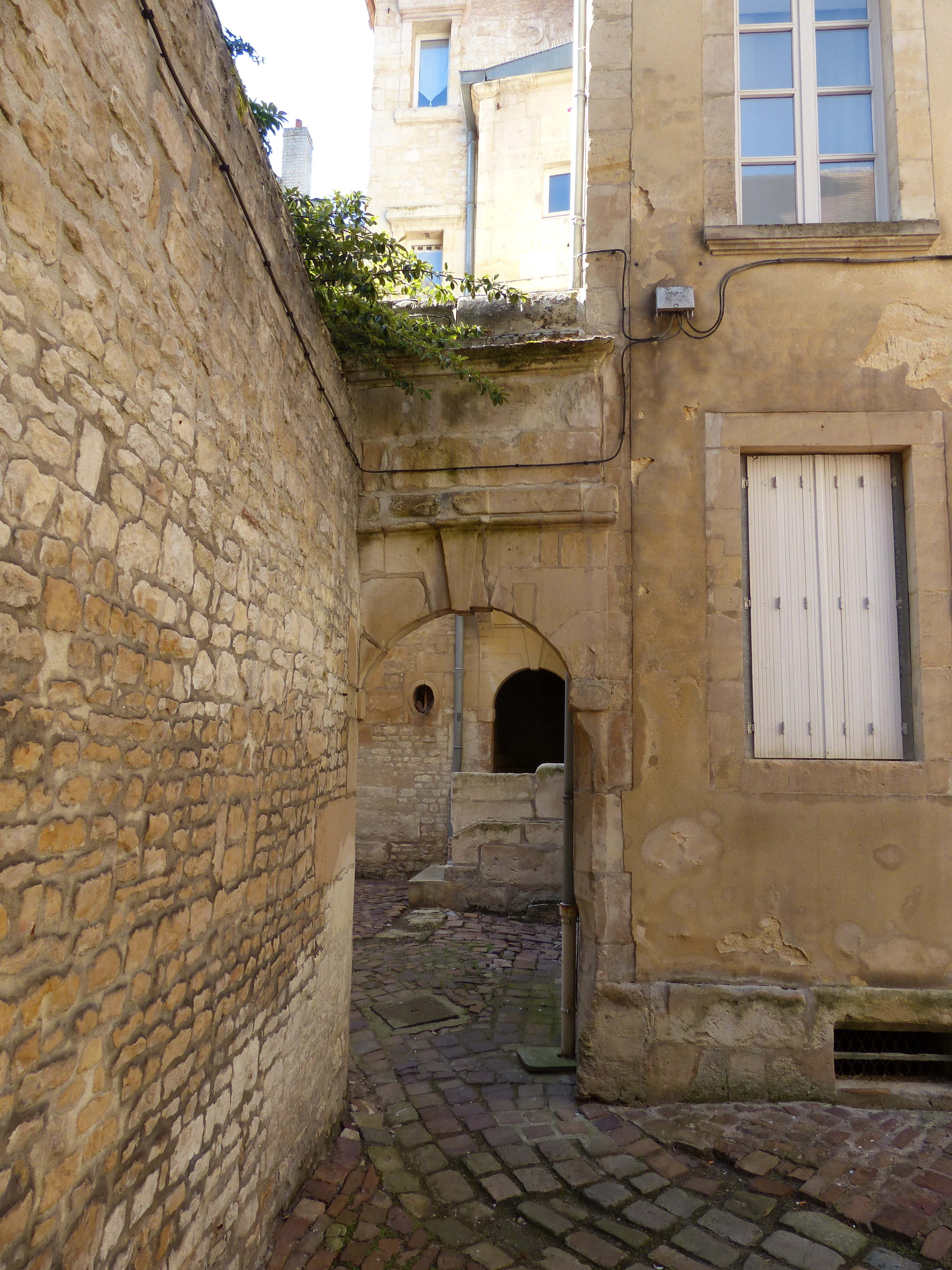
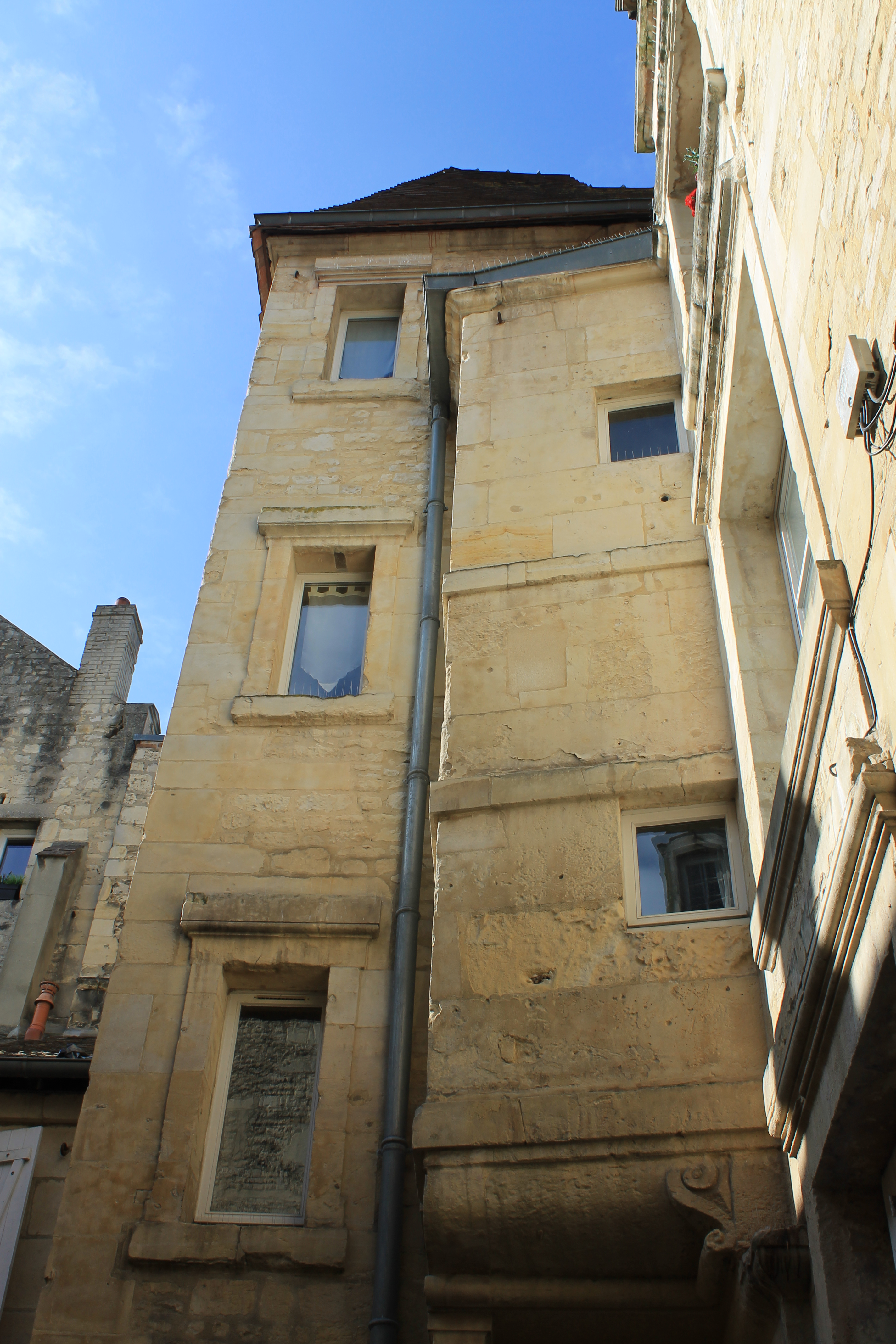
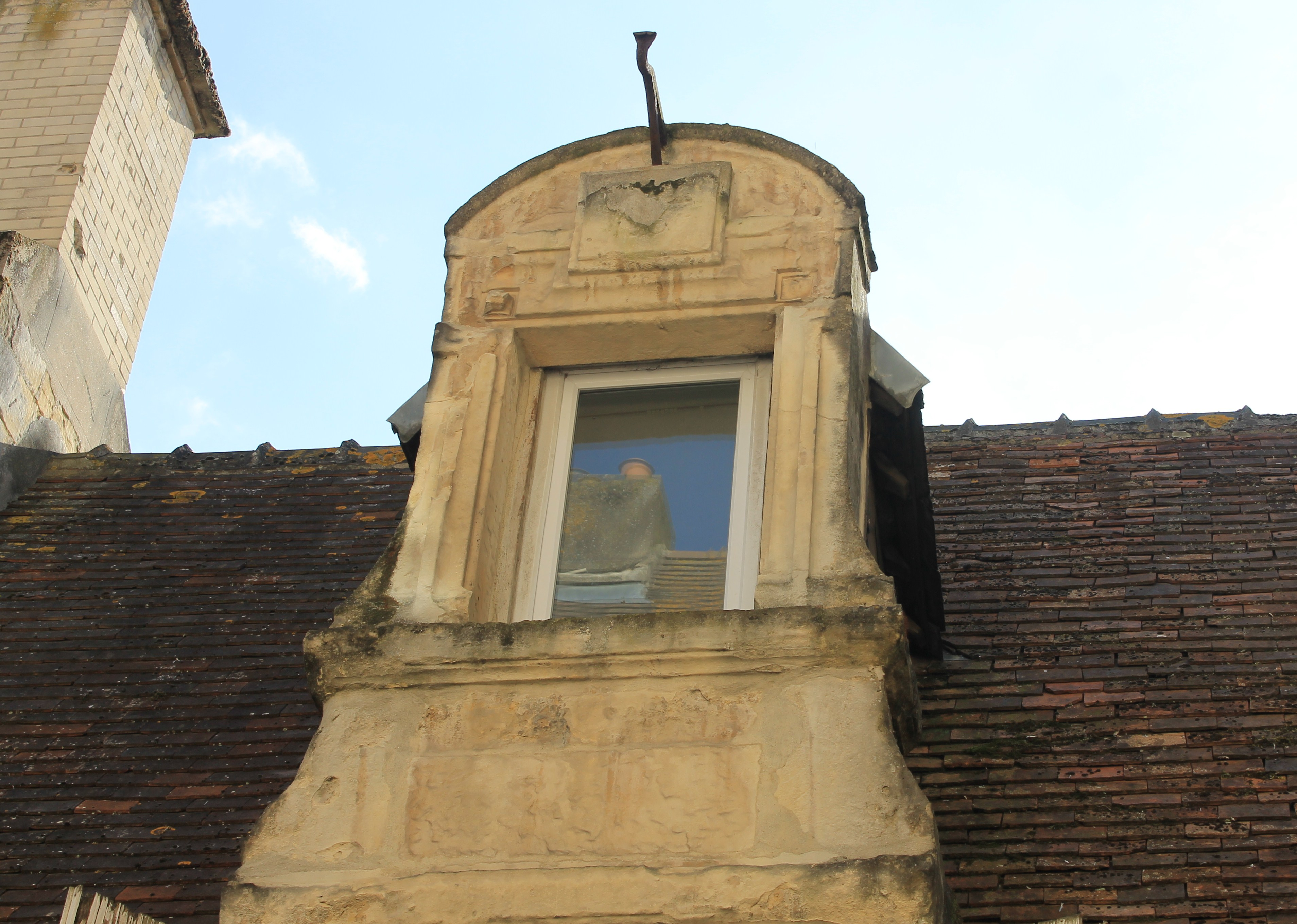
Lucarne